# Чынгырыкан
Чынгырыкан (устар. Чынгырыкаан) — река в Кобяйском улусе Якутии, приток реки Лена. Впадает в Лену справа на расстоянии 1070 км от её устья. Длина реки — 15 км.

## Данные водного реестра
По данным государственного водного реестра России и геоинформационной системы водохозяйственного районирования территории РФ, подготовленной Федеральным агентством водных ресурсов:
- Бассейновый округ — Ленский
- Речной бассейн — Лена
- Речной подбассейн — Лена ниже впадения Вилюя до устья
- Водохозяйственный участок — Лена от впадения Вилюя до водного поста ГМС Джарджан